# Жехцино
Жехцино (пол. Rzechcino) — село в Польщі, у гміні Потенґово Слупського повіту Поморського воєводства.
Населення — 346 осіб (2011).
У 1975-1998 роках село належало до Слупського воєводства.

## Демографія
Демографічна структура станом на 31 березня 2011 року:
|          | Загалом | Допрацездатний вік | Працездатний вік | Постпрацездатний вік |
| -------- | ------- | ------------------ | ---------------- | -------------------- |
| Чоловіки | 191     | 41                 | 133              | 17                   |
| Жінки    | 155     | 26                 | 107              | 22                   |
| Разом    | 346     | 67                 | 240              | 39                   |